# Sadia Yousuf
Sadia Yousuf (* 4. November 1989 in Faisalabad, Pakistan) ist eine ehemalige pakistanische Cricketspielerin die zwischen 2008 und 2017 für die pakistanischen Nationalmannschaft als Bowlerin spielte.

## Aktive Karriere
Ihr Debüt in der Nationalmannschaft absolvierte sie beim Women’s Cricket World Cup Qualifier 2008, wobei sie 2 Wickets für 20 Runs gegen Irland erzielen konnte. Ihr Debüt im WTwenty20 hatte sie zwei Jahre später beim ICC Women’s World Twenty20 2009, als ihr 2 Wickets für 9 Runs gegen Neuseeland gelangen. Es dauerte jedoch bis zum Jahr 2011, bis sie sich im Nationalteam etablieren konnte. So erzielte sie auf der Tour in Sri Lanka 3 Wickets für 29 Runs. Im Herbst des Jahres konnte sie auf der Tour in den West Indies im vierten WODI 3 Wickets für 25 Runs und im dritten WODI 3 Wickets für 33 Runs erreichen. Zwei Monate später beim Women’s Cricket World Cup Qualifier 2011 konnte sie gegen Irland erstmal 4 Wickets erzielen, als ihr 4 Wickets für 26 Runs gelangen. Dies gelang ihr auch bei der Tour in Irland bei einem Spiel gegen Bangladesch, als sie 4 Wickets für 26 Runs erzielte. Geprägt war das Jahr jedoch vom ICC Women’s World Twenty20 2012, bei denen 2 Wickets für 39 Runs gegen Australien und 2 Wickets für 10 Runs gegen Südafrika ihre beste Leistungen waren.
Im Frühjahr 2013 nahm sie erstmals an einer WODI-Weltmeisterschaft teil, bei der sie vor allem mit 3 Wickets für 30 Runs gegen Australien Aufmerksamkeit erzielte. Im Sommer des Jahres reiste sie abermals nach Europa. Dort konnte sie zunächst in einem WODI gegen England 3 Wickets für 33 Runs erzielen. Im zweiten WTwenty20 gelangen der Serie gegen England gelangen ihr ebenfalls 3 Wickets (3/22), womit sie einen wichtigen Anteil am ersten Sieg der pakistanischen Mannschaft in England überhaupt hatte. Es schlossen sich eine WODI-Serie gegen Irland an, bei der ihr im ersten Spiel 3 Wickets für 18 Runs und im zweiten ihr einziges 5-for ihrer Karriere mit 5 Wickets für 35 Runs gelangen. Im Anschluss folgte der ICC Women’s World Twenty20 2013 ebenfalls in Irland und hier konnte sie im entscheidenden Spiel gegen den Gastgeber 4 Wickets für 9 Runs erzielen und wurde als Spielerin des Spiels ausgezeichnet.
Im Januar 2014 traf sie bei der PCB Qatar Women’s 50-over Tri-Series 2013/14 wieder auf Irland und konnte dabei 3 Wickets für 16 Runs erzielen. Von da an wurden ihre Erfolge rar. Im Januar 2015 erzielte sie gegen Sri Lanka 3 Wickets für 28 Runs und im November 2016 in Neuseeland 3 Wickets für 49 Runs. Beim Women’s Cricket World Cup 2017 konnte sie dann gegen Südafrika (2/30), Indien (2/30) und Australien (2/66) jeweils zwei Wickets erzielen. Auf der daran anschließenden Tour gegen Neuseeland hatte sie dann ihre letzten Einsätze. Dabei gelangen ihr im ersten WTWenty20 noch einmal 3 Wickets für 30 Runs.